# Giulio Monteverde

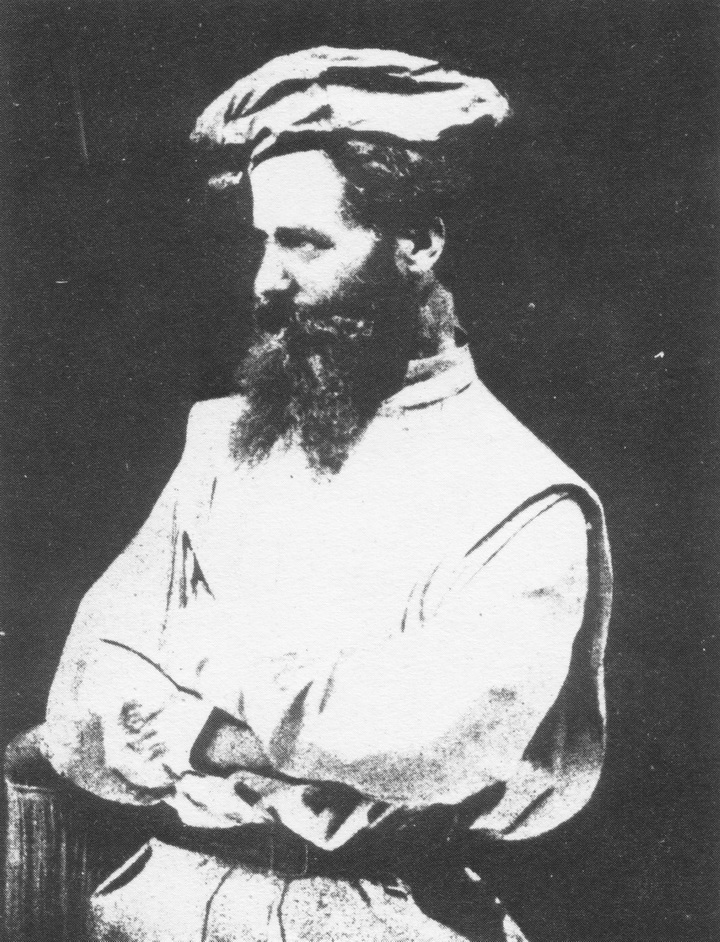
Giulio Monteverde.

Giulio Monteverde, född 8 oktober 1837, död 3 oktober 1917, var en italiensk skulptör.
Monteverde utbildade sig ursprungligen till ebenist. Han var från 1865 bosatt i Rom, där han var professor vid San Luca-akademien. Monteverde skapade till en början mindre genreskulpturer men blev senare berömd genom stora verk som Columbus som ung (Boston och Göteborgs konstmuseum), Viktor Emanuel II (Rovigo), Bellinimonumentet i Catania med flera verk.